# Црква Свете преподобне мати Параскеве у Врању
Црква Свете преподобне мати Параскеве у Врању, насељеном месту на територији града Врања, православни је храм који припада Епархији врањској Српске православне цркве.
Црква на Шапраначком гробљу посвећена Светој преподобној мајци Параскеви подигнута је 1927. године према плану Василија Михаиловича Андрасова, руског емигранта, архитекте који је пројектовао више храмова у Србији.
Основа цркве је сажети уписани крст, са куполом изнад наоса. Изнад портала налази се плоча са натписом:
Овај храм епархије... од 1925. до 1927. год. за време владавине Њ.В. Краља Александра Првог и епископа нишког Доситеја, проте окружног Душана Поповића, Управе црквене Младена Поповића свештеника, тутора Станише М. Младеновића Раковче, трг. Николе Младеновића Ганза, радове изводили инж. Душан Ди...арац и предузимач Ђера Арсић
У непосредној близини цркве, на западном прилазу цркви налази се звоник на коме стоји натпис:
Ова звонара је подигнута 1911. године за време владавине Њ.В. Краља Петра Првог, епископа нишког Доментијана, проте окружног Дим. Павловића, Управе црквене Мил. К. Јовановића свешт., Ристе А. Стошића - Анђелче трг. и Стојка Раковче ужара. Урезани потпис: К. Луначек
Иконостас са 32 иконе у цркви осликан је у периоду од 1926. до 1928. године, а сликар је био Ђорђе Зографски из Велеса, који је осликао више православних цркава у Епархији врањској (цркве Светог Георгија у Сурдулици, Светог архангела Михаила у Миланову и Светог Димитрија у Буштрању).
Црква Преподобне Параскеве у Врању занимљива је у историјско-уметничком смислу из неколико разлога. Она је заокружено дело руских, петроградских ђака - архитекте Андросова, руског емигранта и зографа Зографског, школованог у Русији. Обојица су у домену својих делатности стварала у складу са тренутним актуелним токовима. Тако је црква по архитектури део токова усмерених ка остваривању српског националног стила, док је иконостас -природно наслеђе традиционалне зографске школе, обогаћене новим утицајима из Русије. Вредно је напоменути да је иконостас настао захваљујући прилозима побожних верника Врања и као такав је илустративан пример богате традиције приложништва на територији Епархије врањске.
Црква је делимично обнављана у периоду од 1993. до 2013. године, а садашњи изглед добила је обновом од 2015. до 2017. године.